# 高畠町文化ホール まほら
高畠町文化ホール まほら（たかはたまちぶんかホール まほら、英: Takahata Culture Hall MAHORA）は、山形県東置賜郡高畠町にある多目的ホールである。

## 概要
1993年に開館。県道高畠川西線沿いに位置する。名称にある「まほら」はまほろばの古語で、「美しい山々に囲まれた豊穣の地に、文化のみのりもまた、ゆたかになるように」という願いが込められている。

## 施設概要
- 構造：鉄筋コンクリート造（一部鉄骨造） 地上2階・塔屋2階
- 敷地面積：29,105 m2
- 建築面積：2,769.52 m2

## 施設
- 大ホール：収容人数約800名・固定席760席
- ホワイエ：面積288 m2
- リハーサル室
- 楽屋（計2）

## 所在地・アクセス
〒992-0351 山形県東置賜郡高畠町大字高畠323
- 最寄駅：JR高畠駅（車で約5分）
- 最寄空港：山形空港（車で約70分）
- 駐車場は約250台収容

## 周辺
- 高畠町立図書館
- 公立高畠病院
- 高畠町役場
- 高畠郵便局
- まほろば・童話の里 浜田広介記念館